# Шрі-Ланка на літніх Олімпійських іграх 2004
Шрі-Ланку на літніх Олімпійських іграх 2004 року в Афінах (Греція) представляли 8 спортсменів (4 чоловіків та 4 жінок), які брали участь у 3 видах спортивних змагань: з легкої атлетики, стрільби і плавання. Прапороносцем на церемоніях відкриття та закриття була легкоатлетка Сусантіка Джаясінгх. Країна не завоювала жодної медалі.

## Легка атлетика
Трекові та шосейні дисципліни
| Спортсмен           | Дисципліна        | Гіт           | Гіт           | Кваліфікація | Кваліфікація | Півфінал   | Півфінал   | Фінал      | Фінал      |
| Спортсмен           | Дисципліна        | Результат     | Місце         | Результат    | Місце        | Результат  | Місце      | Результат  | Місце      |
| ------------------- | ----------------- | ------------- | ------------- | ------------ | ------------ | ---------- | ---------- | ---------- | ---------- |
| Анурадха Курей      | марафон, чоловіки | Н/Д           | Н/Д           | Н/Д          | Н/Д          | Н/Д        | Н/Д        | 2:19:34    | 30         |
| Рохан Прадіп Кумара | 400 м, чоловіки   | Н/Д           | Н/Д           | 46.20        | 5            | не пройшов | не пройшов | не пройшов | не пройшов |
| Дамаянті Дхарша     | 400 м, жінки      | 54.58         | 7             | Н/Д          | Н/Д          | не пройшла | не пройшла | не пройшла | не пройшла |
| Сусантіка Джаясінгх | 100 м, жінки      | не стартувала | не стартувала | не пройшла   | не пройшла   | не пройшла | не пройшла | не пройшла | не пройшла |

Польові дисципліни
| Спортсмен       | Дисципліна                 | Кваліфікація | Кваліфікація | Фінал      | Фінал      |
| Спортсмен       | Дисципліна                 | Дистанція    | Місце        | Дистанція  | Місце      |
| --------------- | -------------------------- | ------------ | ------------ | ---------- | ---------- |
| Мапджула Кумара | стрибки у висоту, чоловіки | 2.20         | =20          | не пройшов | не пройшов |

## Плавання
| Спортсмен        | Дисципліна                 | Гіт   | Гіт   | Півфінал   | Півфінал   | Фінал      | Фінал      |
| Спортсмен        | Дисципліна                 | Час   | Місце | Час        | Місце      | Час        | Місце      |
| ---------------- | -------------------------- | ----- | ----- | ---------- | ---------- | ---------- | ---------- |
| Конрад Френсіс   | 100 м батерфляєм, чоловіки | 56.80 | 52    | не пройшов | не пройшов | не пройшов | не пройшов |
| Менака де Сільва | 50 м вільним стилем, жінки | 28.93 | 52    | не пройшла | не пройшла | не пройшла | не пройшла |

## Стрільба
| Спортсмен           | Дисципліна                             | Кваліфікація | Кваліфікація | Фінал      | Фінал      |
| Спортсмен           | Дисципліна                             | Бали         | Місце        | Бали       | Місце      |
| ------------------- | -------------------------------------- | ------------ | ------------ | ---------- | ---------- |
| Пушпамалі Раманаяке | пневматичний пістолет, 10 м, жінки     | 386          | 38           | не пройшла | не пройшла |
| Пушпамалі Раманаяке | гвинтівка з трьох позицій, 50 м, жінки | 567          | =25          | не пройшла | не пройшла |